# Joško Jeličić
Joško Jeličić (ur. 5 stycznia 1971 w Solinie) – chorwacki piłkarz grający na pozycji pomocnika.